# Viliam Galaba
Viliam Galaba (* 23. ledna 1933 Chyzerovce) byl slovenský a československý politik Komunistické strany Slovenska a poúnorový poslanec Národního shromáždění ČSSR a Sněmovny lidu Federálního shromáždění.

## Biografie
Ve volbách roku 1964 byl zvolen za KSS do Národního shromáždění ČSSR za Západoslovenský kraj. V Národním shromáždění zasedal až do konce volebního období parlamentu v roce 1968. K roku 1968 se profesně uvádí jako podnikový ředitel z obvodu Levice.
Po federalizaci Československa usedl roku 1969 do Sněmovny lidu Federálního shromáždění (volební obvod Levice), kde setrval do konce volebního období, tedy do voleb v roce 1971.
Státní bezpečnost od roku 1987 vedla ve své evidenci zájmových osob Viliama Galabu narozeného roku 1933.